# Margasari (Sragi)
Margasari is een bestuurslaag in het regentschap Lampung Selatan van de provincie Lampung, Indonesië. Margasari telt 805 inwoners (volkstelling 2010).